# Nadejda Sevostiànova
Nadejda Sevostiànova (rus: Надежда Петровна Севостьянова)  (Moscou, 2 de setembre de 1953) és una ex-remadora russa que va competir sota bandera de la Unió Soviètica durant la dècada de 1970.
El 1976 va prendre part en els Jocs Olímpics de Mont-real, on guanyà la medalla de bronze en la competició del quatre amb timoner del programa de rem. Formà equip amb Lyudmila Krokhina, Lidiya Krylova, Galina Mishenina i Anna Pasokha.